# Кубок Польщі з футболу 1980—1981
Кубок Польщі з футболу 1980–1981 — 27-й розіграш кубкового футбольного турніру в Польщі. Титул вдруге поспіль здобула Легія (Варшава).

## Календар
| Раунд        | Матчі | Клуби    |
| ------------ | ----- | -------- |
| Перший раунд | 32    | 112 → 80 |
| Другий раунд | 32    | 80 → 48  |
| Третій раунд | 16    | 48 → 32  |
| 1/16 фіналу  | 16    | 32 → 16  |
| 1/8 фіналу   | 8     | 16 → 8   |
| 1/4 фіналу   | 4     | 8 → 4    |
| 1/2 фіналу   | 2     | 4 → 2    |
| Фінал        | 1     | 2 → 1    |

## Перший раунд
| Команда 1                         | Рахунок      | Команда 2                         |
| --------------------------------- | ------------ | --------------------------------- |
| МКС Пшасниш                       | 1:0          | РКС-2 Урсус (Варшава)             |
| Олімпія (Замбрів)                 | 0:3          | Олімпія (Ельблонг)                |
| Авіа-2 (Свідник)                  | 0:1          | Бленкітні (Кельці)                |
| Спартакус (Далешице)              | 1:3 дч       | Сталь (Нова Демба)                |
| Унія (Грубешув)                   | 2:1          | Тарновія (Тарнув)                 |
| Погонь (Любачув)                  | 0:1          | Сталь (Ряшів)                     |
| Сандеція (Нови Сонч)              | 1:2          | Гарбарня (Краків)                 |
| Тлокі (Ґожице)                    | 1:3          | Сталь (Сянік)                     |
| Хойновянка (Хойнув)               | 1:2          | Гриф (Грифув-Шльонський)          |
| Погонь (Олесниця)                 | 0:1          | Остров'я (Острув-Велькопольський) |
| Бескид-2 (Андрихув)               | 2:3          | Заглембяк (Домброва-Гурнича)      |
| Полонія (Лазиська-Гурне)          | 5:0          | Ракув-2 (Ченстохова)              |
| МРКС Гданськ                      | 2:0          | Гвардія (Кошалін)                 |
| П'яст (Нова Руда)                 | 3:0          | Полар (Вроцлав)                   |
| ВКС Велюнь                        | 0:1          | Хемік (Кендзежин-Козьле)          |
| Лехія (Томашів-Мазовецький)       | 1:2          | Вігри (Сувалки)                   |
| Царбо (Гливиці)                   | 2:0          | Бескид (Андрихув)                 |
| Гриф (Слупск)                     | 2:0          | Ґеданя (Гданськ)                  |
| Кабель-2 (Краків)                 | 2:1 дч       | Віслока (Дембиця)                 |
| Одра-2 (Ополе)                    | 1:1 пен. 3:4 | Скра (Ченстохова)                 |
| Олімпія (Варшава)                 | 2:0          | Колєяж (Малашевіче)               |
| Погонь-2 (Щецин)                  | 3:1          | Арка (Нова Суль)                  |
| Полонія (Познань)                 | 1:0          | Каня (Ґостинь)                    |
| Старт (Радом)                     | 1:4          | Холм'янка (Холм)                  |
| Вісла (Плоцьк)                    | 1:0          | Ягеллонія (Білосток)              |
| Жирадовянка (Жирардув)            | 1:0          | Гвардія (Ольштин)                 |
| Нотець (Чарнкув)                  | 0:3          | Варта (Познань)                   |
| Чарні (Жагань)                    | 1:0          | Бленкінті (Старгард)              |
| Ягеллонка (Нешава)                | 0:3          | СКП Слупца                        |
| Стільон-2 (Гожув-Великопольський) | 0:3          | БКС Бидгощ                        |
| Млавянка (Млава)                  | 0:0 пен. 1:4 | Поможанін (Торунь)                |
| Семп (Желехув)                    | 2:1          | Відзев-2 (Лодзь)                  |

## Другий раунд
| Команда 1                         | Рахунок      | Команда 2                           |
| --------------------------------- | ------------ | ----------------------------------- |
| МКС Пшасниш                       | 0:0 пен. 3:4 | Балтик (Гдиня)                      |
| Унія (Грубешув)                   | 0:2          | Авіа (Свідник)                      |
| Варта (Познань)                   | 1:4          | Лехія (Гданськ)                     |
| Гриф (Слупск)                     | 1:2          | Погонь (Щецин)                      |
| Погонь-2 (Щецин)                  | 0:2 дч       | Одра (Вроцлав)                      |
| Чарні (Жагань)                    | 0:0 пен. 3:4 | Сточньовец (Гданськ)                |
| СКП Слупца                        | 0:3          | Сталь (Щецин)                       |
| БКС Бидгощ                        | 0:2          | Олімпія (Познань)                   |
| Полонія (Познань)                 | 2:1          | Стільон (Гожув-Великопольський)     |
| Вісла (Плоцьк)                    | 1:0          | Полонез (Варшава)                   |
| Поможанін (Торунь)                | 0:2          | Влукняж (Паб'яниці)                 |
| Семп (Желехув)                    | 0:0 пен. 3:4 | Мото (Єльч Олава)                   |
| Олімпія (Варшава)                 | 0:4          | РОВ (Рибник)                        |
| Жирадовянка (Жирардув)            | 0:3          | П'яст (Гливиці)                     |
| Олімпія (Ельблонг)                | 0:1          | Заглембє (Валбжих)                  |
| Вігри (Сувалки)                   | 4:2 дч       | Гурник (Валбжих)                    |
| Холм'янка (Холм)                  | 2:4          | Ракув (Ченстохова)                  |
| Бленкітні (Кельці)                | 3:1          | Стар (Стараховіце)                  |
| Сталь (Нова Демба)                | 1:2          | Бронь (Радом)                       |
| Сталь (Ряшів)                     | 4:1          | Гутник (Краків)                     |
| Гарбарня (Краків)                 | 1:3          | ГКС (Ястшембе)                      |
| Сталь (Сянік)                     | 0:1 дч       | Малапанев (Озімек)                  |
| Гриф (Грифув-Шльонський)          | 0:0 пен. 4:5 | ГКС (Тихи)                          |
| Заглембяк (Домброва-Гурнича)      | 0:2          | Сталь (Стальова Воля)               |
| Полонія (Лазиська-Гурне)          | 0:2          | РКС Урсус (Варшава)                 |
| МРКС Гданськ                      | 0:0 пен. 4:5 | Хемік (Бидгощ)                      |
| П'яст (Нова Руда)                 | 1:0          | Гвардія (Варшава)                   |
| Хемік (Кендзежин-Козьле)          | 1:0          | Радомяк (Радом)                     |
| Царбо (Гливиці)                   | 0:1          | Ресовія (Ряшів)                     |
| Кабель-2 (Краків)                 | 1:2          | Мотор (Люблін)                      |
| Скра (Ченстохова)                 | 0:4          | Краковія (Краків)                   |
| Остров'я (Острув-Велькопольський) | 2:1          | Конкордія (Пйотркув-Трибунальський) |

## Третій раунд
| Команда 1                         | Рахунок      | Команда 2             |
| --------------------------------- | ------------ | --------------------- |
| Вігри (Сувалки)                   | 1:3          | РКС Урсус (Варшава)   |
| Полонія (Познань)                 | 0:2          | Заглембє (Валбжих)    |
| Остров'я (Острув-Велькопольський) | 1:3          | Краковія (Краків)     |
| Авіа (Свідник)                    | 0:1          | Мотор (Люблін)        |
| Хемік (Кендзежин-Козьле)          | 0:3          | ГКС (Тихи)            |
| Вісла (Плоцьк)                    | 2:0          | Мото (Єльч Олава)     |
| Малапанев (Озімек)                | 2:3          | Ресовія (Ряшів)       |
| Ракув (Ченстохова)                | 0:1          | Сталь (Стальова Воля) |
| Влукняж (Паб'яниці)               | 0:2          | Бронь (Радом)         |
| Сталь (Щецин)                     | 0:0 пен. 4:1 | Олімпія (Познань)     |
| Сталь (Ряшів)                     | 4:2          | РОВ (Рибник)          |
| П'яст (Нова Руда)                 | 3:3 пен. 0:3 | Погонь (Щецин)        |
| Хемік (Бидгощ)                    | 1:0          | Сточньовец (Гданськ)  |
| ГКС (Ястшембе)                    | 0:1          | П'яст (Гливиці)       |
| Одра (Вроцлав)                    | 0:2          | Лехія (Гданськ)       |
| Бленкітні (Кельці)                | 2:2 пен. 5:4 | Балтик (Гдиня)        |

## 1/16 фіналу
| Команда 1             | Рахунок      | Команда 2            |
| --------------------- | ------------ | -------------------- |
| Хемік (Бидгощ)        | 1:3          | Шомберки (Битом)     |
| РКС Урсус (Варшава)   | 2:1 дч       | Заглембє (Сосновець) |
| Заглембє (Валбжих)    | 2:0          | Гурник (Забже)       |
| Краковія (Краків)     | 0:1          | ЛКС (Лодзь)          |
| Мотор (Люблін)        | 1:2          | Легія (Варшава)      |
| ГКС (Тихи)            | 2:3 дч       | Арка (Гдиня)         |
| Вісла (Плоцьк)        | 0:2          | Сталь (Мелець)       |
| Ресовія (Ряшів)       | 1:0          | ГКС (Катовиці)       |
| Сталь (Стальова Воля) | 1:0 дч       | Вісла (Краків)       |
| Бронь (Радом)         | 1:0          | Рух (Хожув)          |
| Сталь (Щецин)         | 0:1          | Шльонськ (Вроцлав)   |
| Сталь (Ряшів)         | 1:4          | Відзев (Лодзь)       |
| Погонь (Щецин)        | 2:0          | Лех (Познань)        |
| П'яст (Гливиці)       | 0:1          | Одра (Ополе)         |
| Лехія (Гданськ)       | 0:0 пен. 3:1 | Завіша (Бидгощ)      |
| Бленкітні (Кельці)    | 0:5          | Полонія (Битом)      |

## 1/8 фіналу
| Команда 1             | Рахунок | Команда 2           |
| --------------------- | ------- | ------------------- |
| Лехія (Гданськ)       | 0:2     | Шомберки (Битом)    |
| Полонія (Битом)       | 3:0     | Заглембє (Валбжих)  |
| ЛКС (Лодзь)           | 2:1     | Відзев (Лодзь)      |
| Сталь (Стальова Воля) | 0:3     | Легія (Варшава)     |
| Шльонськ (Вроцлав)    | 2:1     | Арка (Гдиня)        |
| Ресовія (Ряшів)       | 2:0     | РКС Урсус (Варшава) |
| Бронь (Радом)         | 1:2 дч  | Погонь (Щецин)      |
| Сталь (Мелець)        | 1:2     | Одра (Ополе)        |

## 1/4 фіналу
| Команда 1       | Рахунок | Команда 2          |
| --------------- | ------- | ------------------ |
| Погонь (Щецин)  | 2:0     | Шомберки (Битом)   |
| Легія (Варшава) | 2:0     | Шльонськ (Вроцлав) |
| Ресовія (Ряшів) | 3:2     | ЛКС (Лодзь)        |
| Полонія (Битом) | 0:4     | Одра (Ополе)       |

## 1/2 фіналу
| Команда 1      | Рахунок | Команда 2       |
| -------------- | ------- | --------------- |
| Погонь (Щецин) | 1:0     | Ресовія (Ряшів) |
| Одра (Ополе)   | 0:2     | Легія (Варшава) |

## Фінал
| 24 червня 1981 |

| Легія (Варшава) | 1:0 дч   | Погонь (Щецин) |
| --------------- | -------- | -------------- |
| Топольскі 118'  | Протокол |                |

| Місцевий стадіон, Каліш Глядачів: 12 000 Арбітр: Алойзи Яргуз |